# Yoa
Pour les articles homonymes, voir YOA.
Yoa est un village du Cameroun situé dans la région de l'Est et le département du Lom-et-Djérem. Il fait partie de l'arrondissement (commune) de Bélabo.

## Population
En 1966-1967, Yoa comptait 195 habitants, principalement des Bobilis. Lors du recensement de 2005, on y a dénombré 106 personnes.